# Туманность Андромеды (роман)
«Тума́нность Андроме́ды» — социально-философский научно-фантастический роман Ивана Ефремова. Написан в 1955—1956 годах.
Роман стал первым в «космическом цикле» произведений И. Ефремова о будущем планеты Земля, вошедшей в состав галактического содружества цивилизаций — «Великого Кольца» (продолжением цикла являются повесть «Сердце Змеи» и роман «Час Быка»).
Отрывки печатались в газетах «Пионерская правда» (1957 года) и «Комсомольская правда» (1959 года). Впервые роман был издан в журнале «Техника — молодёжи» за 1957 год. В виде отдельной книги впервые опубликован издательством «Молодая гвардия» в 1958 году. После этого многократно переиздавался.

## Сюжет
Роман в своей структуре имеет две сюжетные линии.
Первая линия сюжета: рассказывает о 37-й звёздной экспедиции звездолёта «Тантра», несколько лет находившегося в межзвёздном пространстве, под началом командира корабля Эрга Ноора. Выполнив все задачи своей экспедиции к планете Зирда в созвездии Змееносца, которая погибла от радиационного излучения в результате «неосторожных опытов» местной цивилизации с ядерной энергией, звездолёт возвращается к Земле.
Случайно, на расстоянии всего двух световых лет от Солнца, земной звездолёт оказывается в опасной гравитационной близости от неизвестной ранее тёмной звезды, светящей лишь в инфракрасном диапазоне (героям романа такие звёзды известны под названием железных звёзд, что не совсем совпадает с современным пониманием этого термина). Экипаж звездолёта предпринимает срочные попытки предотвратить катастрофу «Тантры». В результате командир звездолёта «Тантра» Эрг Ноор производит его посадку на планету в системе этой «Тёмной звезды».
Сканирование поверхности планеты обнаруживает там ещё два звездолёта. Первый из них — пропавший много лет назад земной звездолёт «Парус» из 34-й экспедиции к Веге, второй — «дисковый звездолёт»: «спиралодиск» неизвестной цивилизации. Экипаж «Тантры» сталкивается с местной медузообразной формой жизни. Попытка исследования «спиралодиска» заканчивается драматически: молодая астронавигатор Низа Крит, спасая жизнь своего любимого, Эрга Ноора, подвергшегося нападению представителя местной фауны, получает опасную для жизни травму. Звездолёт «Тантра», после тяжёлых приключений, возвращается на родную базу в Солнечную систему, на планетоид Тритон.
Вторая линия сюжета: примерно в это же время на планете Земля у Дара Ветра, заведующего Внешними станциями, обнаруживается серьёзная психическая болезнь — «приступы равнодушия к работе и жизни» (эмоциональное выгорание). Будучи не в состоянии справляться со своими обязанностями, он принимает приглашение своей подруги историка Веды Конг (возлюбленной Эрга Ноора), поучаствовать в археологических раскопках кургана скифов в приалтайских степях. Тяжёлый физический труд избавляет Дара Ветра от болезни, а дружеские чувства к Веде перерастают в любовь. Любимая женщина Дара Ветра, Веда, ожидает возвращения из космоса командира звездолёта «Тантра», Эрга Ноора, а Дар Ветер, не находя выхода из сложившейся ситуации, отправляется на титановые рудники в Южную Америку.
Одновременно физик Рен Боз (из Академии пределов знания) совершил научное открытие нуль-пространства, которое позволило бы путешествовать быстрее скорости света и свободно достичь звезды Эпсилон Тукана. Для проверки теории ему необходимо провести рискованный эксперимент планетарного масштаба, который не получает санкции соответствующего Совета планеты Земля.
Несмотря на запрет, Мвен Мас, сменивший Дара Ветра на посту заведующего Внешними станциями, помогает Рену Бозу, совершая, таким образом, должностное преступление. Эксперимент завершается катастрофой: Рен Боз тяжело ранен, орбитальная установка «Спутник 57» разрушена; добровольцы, участвовавшие в эксперименте, погибли (четыре наблюдателя со «Спутника 57»).
Мвен Мас раскаивается в своём поступке и добровольно удаляется в изгнание на Остров забвения — место для преступников и убежище для тех, кто желает скрыться от общества или жить, как в прежние времена. Там он оказывается вовлечённым в потасовку с Бетом Лоном по прозвищу Бык — сильным и энергичным, но совершенно безжалостным к чужим страданиям и переживаниям человеком, думающим только об удовлетворении своих потребностей: Бык преследовал девушку Онар из пятого посёлка, и Мвен Мас за неё заступился.
Бет Лон — бывший математик, проводивший эксперименты с параллельными измерениями (за 32 года до настоящих событий). Академия пределов знания нашла ошибку в построениях Бета Лона при экспериментах с исчезновениями предметов, но Бет Лон хотел доказать свою правоту и перешёл к экспериментам с людьми. Он отправил несколько добровольцев в другое измерение, но их судьба осталась неясна, никаких сообщений от них не поступило. Бета Лона осудили и изгнали, сначала — 10 лет на Меркурии, а затем — на этом Острове забвения.
Во время потасовки Мвен Мас призывает Бета Лона вернуться в сообщества людей, но тот отвечает смехом и уходит. Однако когда на Мвена Маса нападают тигры, к нему на помощь неожиданно приходит Бет Лон; их спасают всадники с гранатомётами («работники истребительного отряда»). Бет Лон скрывается в чаще леса.
Тем временем собирается Совет звездоплавания, на котором происходит частичное оправдание эксперимента Рен Боза, доказавшего факт наличия нуль-пространства. В результате Рен Боз полностью оправдан, а Мвен Мас лишён права занимать ответственные должности, но освобождён от ссылки на Остров забвения. Обсуждают на Совете и результаты 37-й звёздной экспедиции Эрга Ноора, обнаружившей обломки дисколёта «внегалактического происхождения». Обсуждается 38-я звёздная экспедиция к планете Ахернар.
Перед этим окончательно разрешаются намеченные ранее любовные противоречия: Дар Ветер, восстановив уничтоженный в результате эксперимента Рена Боза «Спутник 57», остаётся с Ведой Конг, а Эрг Ноор с Низой Крит отправляется в санаторий «Белая Заря» на Земле Грахама. Затем Эрг и Низа летят на звездолёте «Лебедь» к Ахернару. Земляне получают сигнал из туманности Андромеды, где видят спиралодиск, аналогичный тому, что экспедиция Эрга Ноора обнаружила в системе Железной звезды.

## Мир будущего в романе

### История

#### Эра разобщённого мира (ЭРМ)
От появления первых государств до установления коммунизма во всём мире (согласно мировоззрению автора) общество развивалось по этапам, которые делились на:
- Античные — которые соответствуют временам античности. При этом в романе упоминается одна из античных эпох, называемая Эпохой Эроса.
- Тёмные — соответствуют Средневековью.
- Капитализма — от эпохи Возрождения до первых коммунистических государств.
- Расщепления — появление первых коммунистических государств, распад человечества на враждующие блоки, войны между коммунистическими и капиталистическими государствами и, наконец, победа коммунистической идеи во всех государствах планеты. Судя по некоторым заявлениям, здесь не обошлось без глобальной войны с применением ядерного оружия (в книге упоминаются древние склады с оружием, а также «Аризонская радиоактивная пустыня» — устами Грома Орма, в главе «Совет звездоплавания»).

#### Эра мирового воссоединения (ЭМВ)
После ЭРМ начинается : Век союза стран, Век разных языков, Век борьбы за энергию, Век общего языка — переход от множества коммунистических государств к единому всепланетному государству.

#### Эра общего труда (ЭОТ)
Люди стали жить до 170 лет. Объединённое человечество выполняет глобальные преобразования, направленные на оптимизацию производства и потребления, призванные кардинально улучшить качество жизни.
Века́:
- Упрощения вещей — происходят два встречных процесса: появление технологий, позволивших значительно поддержать человека (практически во всех областях его деятельности) мощными, компактными и достаточно интеллектуальными механизмами; и, одновременно, искоренение таких психологических особенностей человека, как привязанность к вещам и страсть к неумеренному потреблению. Стандартизация приводит к максимальной оптимизации производства. Всё это даёт возможность удовлетворять большинство разумных потребностей всех людей. Автоматизация производств лишает смысла создание поселений вблизи них — исчезают большие промышленные города, жизнь становится менее скученной и более активной в смысле перемещения по планете.
- Переустройства — создание искусственных солнц, отапливающих приполярные районы, грандиозных каналов, прорезание горных массивов, изменение циркуляции воды и атмосферы, превратившие практически всю планету в цветущий сад. Создание Спиральной дороги — всепланетной магистрали, позволяющей добраться до любого уголка планеты. Отказ от массового использования быстроходного транспорта, как следствие изменения стиля жизни большинства населения.
- Первого изобилия — кардинальные изменения в системе производства пищи, переход к промышленному синтезу сахаров, гормонов, витаминов (позже, в эру Великого кольца (ЭВК) — и жиров), главным образом — из каменного угля, культивирование многолетних сельскохозяйственных растений только для производства белков, использование в качестве пищевой базы океанических водорослей. Одновременно происходит изменение в традициях потребления пищи — человек существенно упростил питание и сделал его менее избыточным. При этом человечество снабжено полноценной пищей в объёмах, способных полностью удовлетворить все его потребности.
- Космоса — исследованы планеты Солнечной системы. Околоземное пространство наполнено автоматическими спутниками, станциями-лабораториями. Космическая компонента стала частью земной экономики.

#### Эра великого кольца (ЭВК)
Время действия романа (конкретно не определено). Начало этой эре было положено, когда, опираясь на новейшие достижения в области связи и обработки информации, планете Земля удалось расшифровать радиопередачи инопланетных высокоразвитых цивилизаций, объединённых в Великое Кольцо — сеть связи галактического масштаба, которые организованы для взаимовыгодного обмена информацией между населёнными звёздными системами. Полученные через Великое кольцо сведения позволили создать межзвёздные космические корабли. Началось исследование Дальнего космоса. Видимо, единственная конкретная дата, оставшаяся в романе — действие датировано 408-м годом Эры великого кольца, исходя из чего нижняя граница для датировки событий вряд ли ближе 3000 года по нашему летоисчислению (в этом плане интересно исследование, проведённое в романе Андрея Козловича «Тёмное пламя»). Эра великого кольца (начнётся в 2826 году) состоит из Веков:
- Разума;
- Великого взлёта;
- Беспредельности и Тибетского опыта, начавшегося в 2408 году и продлившегося полтысячелетия.

Соответственно, события в книге «Туманности Андромеды» происходят в 3233—3234 годах.
Анализ эпох, изложенных в произведениях И. А. Ефремова, их критика и последствия развития общества в направлении, изображённом Автором, представлены в произведениях:
- Сергея Переслегина «Возвращение к звёздам: фантастика и эвология»;
- Андрея Козловича «Тёмное пламя».

#### Эра встретившихся рук (ЭВР)
ЭВР, по отношению к событиям, описанным в книге «Туманность Андромеды», это — будущее.
В 3700 году начинается ЭВР — Эра «встретившихся рук». Она, в свою очередь, состоит из следующих временных (исторических) периодов:
- Век «Раскрытия пространства»;
- Век «Прямого луча» и Век «Свободных встреч».

В начале этой эры происходит действие другого романа И. А. Ефремова — «Час Быка». События «Часа Быка» на планете Торманс, согласно этим записям, произошли в 4030 году, а также прологу и эпилогу романа — приблизительно в 4160 году (?).
В ЭВР исследования свойств пространства и структуры Вселенной привели к созданию сверхсветовых звездолётов, способных перемещаться через искривления континуума пространства-времени. Полёт на расстояние многих световых лет занимает порядка нескольких земных месяцев, причём бо́льшая часть данного срока затрачивается на навигационные расчёты, а сам переход занимает несколько минут. Появляется возможность непосредственного контакта жителей удалённых друг от друга звёздных систем, обмена информацией, превышающего по скорости обычные способы связи.

### Великое кольцо
В романе «Туманность Андромеды» И. А. Ефремов описал организацию для обмена научно-техническим опытом и поддержания культурных связей (путём радиосигналов), объединяющую земную цивилизацию с другими цивилизациями нашей Галактики и названную «Великое Кольцо». Важно отметить отсутствие сверхсветовых коммуникаций, что серьёзно затрудняет общение как с помощью радиообмена по Великому Кольцу, так и посредством звездолётов. При этом, приём и передача информации по «Великому кольцу» потребляют большое количество энергии всей Земли и, поэтому, случаются не часто. Одна из глав книги описывает лекцию по истории для планеты звезды Росс 614 из созвездия Единорога, кандидата на вступление в Великое Кольцо.

### Устройство общества
Земля опоясана «непрерывной цепью городских поселений» вдоль 30-го градуса северной широты и южной широты. Таким образом, существуют два жилых пояса: северный и южный. Каждый жилой пояс разбит на секторы. Например, упомянут «Индийский сектор северной жилой зоны». К северу от него зона лугов и пастбищ, а к югу — зона садов («пояс Цереры»).
В воде, на «белковых заводах», возделывают водоросли (хлорелла). Заводы и электростанции полностью автоматизированы. Полярные области обогреваются «искусственными солнцами». Земля опоясана железными дорогами со скоростными поездами. В городах существуют Дома питания, где подают блюда «на выбор», например: запеканки из каштанов и блюда из раптов (птицы, заменившие куриц).
Население планеты Земля живёт в помещениях (квартирах, домах), временно свободных от заселения теми или иными жителями, свободно меняющими место проживания, в зависимости от личной потребности. Порядок вещей в освобождённых жилых помещениях определяется общим уровнем культуры развития их предыдущих жителей; фактов вандализма в освобождённых жилых помещениях или разрушения жилья в романе не описано. Возможность проживания в конкретном месте, согласно желанию заселяющегося, определяется системой общего учёта и контроля, в зависимости от наличия объектов свободного жилья.
Дети воспитываются всеобщим воспитательным субъектом (всепланетарной структурой) вне семьи, что позволяет формировать из них личность, достойную развитого общества.
Важнейший орган управления — Совет Экономики («Главный мозг планеты»). Его снабжают информацией консультативные органы (академии): Совет звездоплавания — самостоятельный орган, равный Совету экономики, но имеющий отношение только к космосу; Работу Советов координируют председатели и секретари Советов; Морально-юридические аспекты курирует «Контроль чести и права».
При решении частных вопросов Академии и Советы ограничиваются внутренним обсуждением и принятием решения. Собравшиеся в Доме Совета делегаты голосуют с помощью кнопок, которые соединены со «счётной машиной». Решения по глобальным вопросам принимаются путём всеобщего голосования (см. Прямая демократия), подсчёт голосов определяется компьютером «Вещий мозг». Уровень образования и ответственности землян достаточно высок для того, чтобы каждого из них можно было считать экспертом по общим вопросам жизни планеты.
Среди должностей и профессий (помимо председателей, секретарей и заведующих) упомянуты дежурные, ассистенты, астролётчики, лаборанты, инженеры, техники, монтёры, добровольцы, механики, машинисты и медсёстры.
Преступников («Быков») ссылали на «Остров забвения» (Шри-Ланка).

### Образование
И. А. Ефремов включил в систему воспитания мира будущего лучшие идеи практиков и теоретиков педагогики (Томас Мор, Ян Амос Коменский, Песталоцци, Гельвеций, Жан-Жак Руссо).
Ученики в книге «Туманность…» разделяются на четыре возрастных цикла, школы которых располагаются в различных местах (так как совместная жизнь разных возрастных групп мешает воспитанию). Бо́льшая часть занятий в школе проводится на воздухе, теоретические занятия постоянно перемежаются обучением различным трудовым навыкам и физическими упражнениями. Физическому воспитанию вообще уделяется очень большое внимание. Школьное образование стоит на переднем крае науки — школа даёт ученикам только самое новое, то, что будет передовым или, по крайней мере, широко используемым к моменту завершения обучения. Однако изучение любого предмета начинается с исторического экскурса, основное место в котором занимает изучение ошибок, допущенных в прошлом.
В 17 лет ученик оканчивает школу и вступает в трёхлетний период, именуемый «12 подвигов Геракла» — в это время он должен (когда в одиночку, когда совместно с другими выпускниками) выполнить двенадцать заданий (в два этапа по шесть ступеней). «Подвиги» назначаются педагогами, в соответствии с выявленными склонностями и способностями учеников. Это не «учебные задания», а вполне серьёзная, реальная работа. Примеры заданий: расчистить пещеры Кон-и-Гут в Средней Азии, провести дорогу к озеру Ментал, возобновить рощу старых хлебных деревьев в Аргентине, выяснить причины появления осьминогов у Тринидада, собрать материалы по древним танцам острова Бали. Для помощи в «подвигах» обычно приглашают ментора — кого-то из взрослых специалистов, который может оказать помощь, посоветовать, помочь в выявлении и исправлении ошибок. «Подвиги Геракла» не только вводят выпускника в мир взрослых, работающих людей, но и, благодаря своей многоплановости, позволяют ему попробовать себя в различных областях, на практике проверить свои предпочтения и склонности, правильность выбранного во время обучения направления будущей деятельности.
После «подвигов Геракла» следует двухлетнее высшее образование, дающее право на самостоятельную работу в избранной специальности. За свою жизнь человек успевает получить пять-шесть высших образований.

### Здоровье
Люди Земли, все (без исключения) — физически здоровы, сильны и красивы. В отношении физической формы и здоровья произошёл возврат на новом уровне к культу естественности и красоты Древней Греции. Расовые особенности ещё сохраняются, но всё более сглаживаются и смешиваются. У кого-то это проявляется смешением внешних черт разных рас, у кого-то — проявлением признаков какого-то одного расового типа. Люди хорошо знают свою родословную — в недалёком прошлом изучение предков было инструментом медицины, хотя к описываемому времени прямой анализ генотипа позволил получить нужные медицинские сведения без генеалогических изысканий. Имена людям даются по любому понравившемуся созвучию: часто стараются подобрать созвучия или слова из языков тех народов, от которых они происходят. Так, Дар Ветер объясняет, что его имя происходит от корней русского языка: «Одно — подарок, второе — ветер, вихрь…».
Средняя продолжительность жизни землянина — около 170 лет (и более). Последние исследования обещают увеличить её до 300 и более лет, но до практического воплощения этой проблемы земляне ещё не дошли. Представители особо тяжёлых профессий, связанных с длительными, чрезмерными нагрузками (в частности, звездолётчики), живут намного меньше: в пределах 100 лет. Медицина Земли пока не знает способов обеспечить им общую продолжительность жизни, но это не считается чем-то трагическим: короткая жизнь воспринимается, как естественная плата за полноту жизни, наиболее интересную и ответственную работу.

### Коммуникация
Люди активны, дружелюбны, открыты, самостоятельны и ответственны. Общение упрощено — вышли из употребления сложные речевые обороты, предназначенные для украшения речи и демонстрации образованности. Отмерло бессмысленное остроумие. Речь служит своей основной задаче — передаче информации. По любым вопросам принято говорить прямо, конкретно, по делу. Человек не стал менее эмоциональным (скорее наоборот); более того, в некоторых случаях выражение эмоций стало более явным. Например, в любовных отношениях открытое выражение симпатии к избраннику или избраннице является нормой. Высказываются предположения, что в ЭВК будет активно развиваться «третья сигнальная система», обеспечивающая взаимопонимание людей без использования речи (телепатия).
Общий язык планеты — простой по структуре, регулярный, очищенный от архаизмов.
Письменность — «всемирный линейный алфавит» — эгейское письмо (знаки-буквы выбраны максимально простые по начертанию). Несмотря на прогресс электроники, традиционного вида книги и ручная запись сохраняются — очередной проект перевода всей письменности на электронную основу рассматривается, но, по мнению героев книги, будет отвергнут: сложность аппаратов чтения считается избыточной.

### Наука и техника
И. А. Ефремов упоминает «биполярную математику», составной частью которой являются «репагулярное» и «кохлеарное» исчисление. Физике будущего известно нуль-пространство. Формой организации науки являются академии (Академия пределов Знания, Академия производительных сил, Академии горя и радости, Академия стохастики и предсказания будущего, Академии направленных излучений, Академии психофизиологии труда), которым подчинены станции, обсерватории и лаборатории. Среди учёных упомянуты астрономы, физики, биологи, палеонтологи, химики и историки.Внутри солнечной системы движение осуществляется с помощью «ионных планетолётов», а за её пределы — звездолётами на анамезонном топливе. Звездолёты снабжены: локаторами, приёмниками и телескопами. Информация записывается на «катушки магнитофонных записей». Приборы содержат стрелки, рычаги, кнопки и циферблаты. «Центральный космопорт» Земли Эль Хомра расположен на месте пустыни в Северной Африке. Солнечные электростанции возведены в Руб-эль-Хали. На Земле транспорт представлен скоростными поездами (200 км/ч), электробусами, винтолётами и глиссерами. Людям помогают «кибернетические машины-роботы». (Следует учитывать то, что названия и описания технологий подобраны автором для должного восприятия современными роману читателями).
Для помощи при принятии решений существует «Вещий мозг».
Большого успеха достигла фармакология: изобретены «пилюли внимания» и «понизители жизненной активности».

### Искусство
Искусство Земли — это музыка (симфонии), танцы и живопись. В музыке используются электронные инструменты, дополненные «цветовой тональностью» (светомузыка). Архитектура зданий воспроизводит в стекле или прозрачном пластике многолучевые звезды («город химиков»). Периодически устраиваются массовые праздники, где лучшие музыканты и танцоры демонстрируют своё мастерство или соревнуются в нём. Праздники чему-либо посвящены: например, «Праздник пламенных чаш» — весенний (апрельский) праздник женщин, который включал в себя конкурс красоты, танцевальные номера и гимнастические упражнения. У мужчин его аналогом был осенний (сентябрьский) праздник Геркулеса.

## Проблематика

### Утопичность
Роман «Туманность Андромеды» является классической коммунистической утопией о далёком будущем. В ней даётся достаточно подробное и полное представление и о социальном устройстве, и о психологии нового человека, и о материально-технической составляющей цивилизации. Наибольшее значение автор придаёт описанию духовного развития человечества: люди будущего стали более рассудительными, психически здоровыми, а также стрессоустойчивыми, научились использовать все свои силы и способности, ранее задействованные для разрушения, в созидательном творчестве и улучшении мира.
Описываемое в романе общество автор считает приближающимся к идеальному. При этом оно динамично, и автор делает попытку отразить его проблемы на рассматриваемом историческом этапе. Так, несмотря на в целом очень высокий уровень благосостояния и развитую систему воспитания, на Земле ещё остались преступники, нарушающие общепринятые планетарные законы. Наиболее серьёзным наказанием считается изоляция от общества, например, в главе 11 учёный добровольно отправляется в изгнание на Остров Забвения за самовольно поставленный рискованный научный эксперимент, приведший к гибели людей и причинивший значительные разрушения.
Можно также отметить спорную с точки зрения «идеальности» особенность изображённого общества будущего — его антропоцентризм, в том числе экологический. Например, в главе 3 экипаж звездолёта на чужой планете атакует потенциально опасных неизвестных живых существ, не рассматривая вопрос об их разумности и тем более ценности для местного биоценоза, а в главе 11 сообщается, что люди целенаправленно «очищают» биосферу Земли от «вредной» жизни, создающей для них угрозу или неудобство. В этом смысле земляне третьего тысячелетия мало изменились с наших времён.
Дмитрий Бак писал, что самое главное в романе —
 постановка вопроса о соотношении счастья и нормы. Это «проклятый вопрос», о который спотыкались все, начиная с Томаса Мора и, который привёл в XX веке к появлению антиутопий. У Замятина, например, общественное счастье оборачивалось абсолютной регламентированностью. А у Ефремова счастливыми и подлинными людьми оказываются те, кто сомневается, заблуждается, бунтует и протестует.
Иную оценку ефремовской утопии дал Всеволод Ревич, который обвинил И. А. Ефремова в том, что он в послесталинские годы стал защищать коммунизм. Ревич писал:
Он продолжал верить в то, что ничего лучшего для будущего Земли придумать невозможно, и поставил себе задачей убедить окружающих, что коммунизм — не унылый фаланстер, не принудиловка, а счастливая, красивая и творчески наполненная жизнь для всех.

### Дискуссия с другими писателями
Существует мнение[уточнить], что в определённой степени роман «Туманность Андромеды» явился своеобразным ответом роману «Звёздные короли» Эдмонда Гамильтона, написанному в 1949 году. В «Звёздных королях» дело происходит в очень далёком будущем, отстоящем от современности на 200 000 лет. Галактика Млечного Пути уже давно заселена и, более того, разбита на государства, воюющие между собой, — на манер устройства Земли в период Второй мировой войны. Роман Гамильтона представлял собой космическую оперу, приключенческий роман, который тем не менее был во многом основан на событиях Второй мировой войны. Маленькое, но очень агрессивное государство «облачников» («Лига Тёмных Миров»), их похожий на Адольфа Гитлера лидер (Шорр Кан), кампания по захвату всей Галактики и раздела её с колеблющимися и трусливыми «союзниками» — и противостоящее этому огромное королевство («Средне-Галактическая Империя») с длинной историей и мощным оружием («Разрушителем»), способным уничтожать само пространство.
И. А. Ефремов решил изложить своё видение Будущего, где не будет места королевствам, войнам и прочим пережиткам нашего времени, но, в дальнейшем (см. роман «Час быка»), пришёл к описанию мира фашизма, развившегося в замкнутой среде насилия, порождённой «безысходностью конечного пространства».
Любопытно, что имена героев по И. А. Ефремову сильно напоминают имена будущего по Гамильтону: Вель Квен, Хел Беррел, Валь Марланн, Сат Шамар и тому подобные. Но есть и отличия: у Гамильтона существовало и своеобразное отчество — первая часть имени отца становилась второй частью имени сына (например, Зарт Арн и Джал Арн были сыновьями императора Арн Аббаса), а женские имена состояли из одного слова — Лианна (принцесса королевства Фомальгаут), Мерн. (Логично, что через многие века «Дмитрии» и «Джоны» не сохранятся, но в данном случае созвучность имён у двух авторов не похожа на совпадение. Правда, во второй книге дилогии — «Возвращение к звёздам» (1970 год) — Гамильтон даёт одному из второстепенных отрицательных персонажей вполне современное имя Джон Оллен).

### Научные предвидения
И. А. Ефремов писал, что работая над романом он общался с учёными самых разных специальностей и пытался собрать квалифицированные мнения не только о наиболее отдалённых, но и наиболее заманчивых перспективах научно-технического прогресса; о проблемах, которые встанут перед человечеством и его наукой в будущем, о возможных способах их решения. По меньшей мере некоторые из высказанных в романе «Туманность Андромеды» предположений о будущих открытиях и проблемах устаревают незначительно, а некоторые из его прогнозов — только сейчас начинают осознаваться…
Роман написан в 1956 году, когда во всём мире успехи ядерной физики, отразившиеся в создании ядерных реакторов и ядерного оружия, породили своеобразную эйфорию: разрабатывались проекты глобальных преобразований природы с помощью «мирных ядерных взрывов», предрекался полный переход к ядерной энергетике, который, казалось, сулил лишь огромные выгоды.
Принципиальная опасность (особенно в длительной перспективе) ядерной энергетики лишь недавно стала предметом внимания учёных. В романе первое, с чем встречается читатель — мёртвая планета Зирда, погибшая не от ядерной войны, а от неразумного пристрастия её жителей к использованию энергии ядерного распада, неизбежно сопровождающегося загрязнением окружающей среды долгоживущими радионуклидами и нарастанием уровня фоновых ионизирующих излучений. Несколько поколений — и население целой планеты полностью погибло. Позже, из лекции Веды Конг, адресованной новому члену Великого Кольца, читатель узнаёт, что люди Земли вовремя осознали опасность ядерной энергетики, построенной на реакциях деления и синтеза, и оказались достаточно мудры, чтобы заняться отысканием более безопасного источника энергии. Энергия деления ядра на Земле не используется, все остатки старого «грязного» радиоактивного топлива выведены за пределы атмосферы и использованы для питания приполярных «искусственных солнц», обеспечивающих дополнительный обогрев полюсов планеты.
Лишь в последнее время, в связи с распространением мобильной связи, стал подниматься вопрос о возможных негативных последствиях постоянного воздействия на человека достаточно сильных электромагнитных волн. На Земле будущего И. Ефремова — вредность и смертоностность ЭМИ давно известна человеку. Информационные сообщения идут по другим каналам связи (в частности, используются направленные радиоканалы), преимущественно, через спутники.
Начиная с 1970-х годов одним из главных врагов современного городского жителя был объявлен стресс. Хроническая усталость, неудовлетворённость собой; различные соматические заболевания, вызванные нервным истощением; потеря интереса к работе и жизни сопровождают горожанина.
У И. Ефремова вся система жизни и работы человечества построена именно так, чтобы не допустить появления стресса, чтобы человек работал с полной отдачей, получая от этого радость и удовольствие. Самым страшным, наиболее опасным психическим симптомом у И. А. Ефремова является потеря интереса к жизни. Равнодушие, по Ефремову, — это не особенность личности, а симптом болезни.
В романе одну из ведущих ролей в производстве пищи играет искусственное разведение в океанах хлореллы для выработки из неё белка, используемого в производстве синтетической пищи. В настоящее время, при достаточно грамотном освоении имеющихся земельных ресурсов, это утверждение[прояснить] не имеет под собой никакого серьёзного обоснования.
Вообще, сама высказанная Автором мысль, что без глобального преобразования системы производства пищи планета Земля не сможет обеспечить всё население планеты достаточным питанием, до сих пор не осознана в полной мере, хотя проблема обеспечения населения Земли пищей стоит в мировом масштабе весьма остро. При этом в Тихом океане имеется огромное «Мусорное пятно», состоящее из пластиковых отбросов жизнедеятельности человечества. Его территория превосходит площадью многие государства Европы.
Из непосредственных научных предвидений романа можно отметить следующие:
- предсказано использование ионных двигателей, в том числе, дано важное предсказание того, что эти двигатели меньшей тяги будут использоваться для полётов в пределах планетарных систем;
- предсказан боразон;
- по сути, под свойствами анамезона описаны свойства кварк-глюонной плазмы.

Технических ошибок в романе много, к ним можно отнести:
- ошибочное (имевшее место тогда в науке) объяснение красного смещения «старением света»;
- неверное представление об ускорениях внутри и вне гравитационных полей, противоречащее принципу эквивалентности общей теории относительности и другие. В частности, в романе анамезонные двигатели разгоняют корабль до 5/6 скорости света за 55 часов («пятьдесят пять часов ныли стены корабля от вибрации анамезонных моторов, пока счётчики не показали скорости в девятьсот миллионов километров в час») — это означает, что корабль 55 часов подвергался ускорению порядка 1262,63 м/c², что составляет примерно 128,75 g. Такая гигантская перегрузка привела бы к немедленной гибели всего экипажа и разрушению звездолёта. Максимальная перегрузка, которую без потери сознания и на краткое время может выдержать хорошо тренированный человек, составляет всего около 10 g; лежащий человек выдерживает перегрузки около 25 g[6].

### Автор о работе над романом
И. А. Ефремов утверждал, что работа над «Туманностью Андромеды» была для него очень сложной из-за того, что роман создавался в жанре научной фантастики (необходимо учитывать то, что Автор опирался на уровень развития науки и техники, свойственных научной мысли его времени). По словам Автора, мысль о космосе и межгалактических путешествиях привлекала его задолго до вывода на орбиту Земли первого советского искусственного спутника. Знакомство с несколькими десятками зарубежных фантастических романов (преимущественно американских), в которых описывались гибель человечества и космические войны межпланетных цивилизаций, вызвало полемическое желание предложить свою, гуманистическую концепцию освоения Космоса. Таким образом, возникла идея «Великого Кольца». Именно так сначала и предполагалось назвать роман. Но во время работы над рукописью на первое место вышел образ человека будущего.
Я почувствовал, что не могу перебросить мост к другим Галактикам, пока сам не пойму, каким же станет завтрашний человек Земли, каковы будут его помыслы, стремления, идеалы…
Соответственно изменилось и название произведения на «Туманность Андромеды». Хотя идея «Великого Кольца» всё равно осталась в романе главной.
По словам И. А. Ефремова, при подготовке романа он записывал в специальные блокноты наброски и пометки. Сам он называл эти блокноты «премудрыми тетрадями».
После сбора материала работа над романом долгое время не двигалась с места — пока, по свидетельству автора, он не увидел «внутренним взором» фрагмент посещения отважными астронавтами планеты Тьмы.
Все эпизоды, связанные с пребыванием астронавтов на планете Тьмы, я видел настолько отчётливо, что по временам не успевал записывать. Писалось большими «кусками» по 8—10 страниц. И после этого я не уставал, а, наоборот, испытывал огромное удовольствие, приток свежих сил…
И. А. Ефремов во время создания романа жил на своей подмосковной даче и почти ни с кем не общался, писал практически ежедневно. Настроиться на работу ему помогало созерцание звёздного неба и наблюдение в бинокль Туманности Андромеды.
Так и остался у меня в памяти период работы над «Туманностью Андромеды» как время полного уединения, тишины, время, когда передо мной был только письменный стол и звёздное небо, как бы придвинувшееся, приблизившееся ко мне… 

## Персонажи, упомянутые в романе

### Экипаж звездолёта 1-го класса «Тантра»
(37-я звёздная экспедиция):
1. Эрг Ноор — начальник экспедиции, командир звездолёта, член Совета Звездоплавания;
2. Низа Крит — астронавигатор-I;
3. Пел Лин — астронавигатор-II;
4. Кэй Бэр — электронный инженер-I;
5. (?) — электронный инженер-II;
6. Ингрид Дитра — астроном-I;
7. Пур Хисс — астроном-II;
8. Тарон — механик-инженер-I;
9. (?) — механик-инженер-II;
10. Эон Тал — биолог;
11. Бина Лед — геолог;
12. Лума Ласви — врач;
13. Ионе Мар — учительница ритмической гимнастики, распределитель питания, воздушный оператор, коллектор научных материалов;
14. (?)[8]

### Люди Земли
Мужчины:
- Гром Орм — председатель Совета Звездоплавания;
- Дис Кен — его сын;
- Тор Ан — сын Зига Зора, друг Кена;
- Мир Ом  — секретарь Совета Звездоплавания;
- Дар Ветер — заведующий Внешними Станциями, подающий в отставку;
- Мвен Мас — новый заведующий Внешними Станциями;
- Юний Ант — заведующий отделом Электронных Машин Памяти;
- Кам Амат — учёный-индиец далёкого прошлого;
- Ляо Лан — палеонтолог;
- Рен Боз — физик;
- Карт Сан — художник;
- Фрит Дон — заведующий Морской Археологической Экспедицией;
- Шерлис — механик Морской Археологической Экспедиции;
- Аф Нут — хирург;
- Грим Шар — биолог Института Нервных Токов;
- Зан Сен — поэт, историк;
- Хеб Ур — почвовед;
- Бет Лон — математик, в самоизгнании;
- Эмб Онг — инженер-физик, кандидат на должность заведующего Внешними Станциями;
- Кад Лайт— инженер на спутнике 57.

Женщины:
- Эвда Наль — психиатр;
- Реа — её дочь;
- Веда Конг — историк;
- Миико Эйгоро — историк, помощник Веды Конг;
- Чара Нанди — биолог, танцовщица, модель;
- Онар — девушка с Острова Забвения;
- Ива Джан — астроном;
- Люда Фир — психолог далёкого прошлого;
- Юта Гай — физик, геолог.

Люди вне Земли:
- Гур Ган — человек, наблюдатель на спутнике 57;
- Заф Фтет — инопланетянин, заведующий внешней информацией 61 Лебедя;
- Влихх оз Ддиз — космический исследователь с Альбирео II, погибший в созвездии Лиры. Он и Заф Фтет — единственные в произведении представители внеземной разумной жизни, названные по имени.

## Нападки в прессе
После выхода романа Ефремов сразу подвергся нападкам, начавшимся «репликой читателя», по сути — большой статьёй, написанной экономистом А. Антоновым и опубликованной в «Промышленно-экономической газете», — «Писатель Ефремов в „Академии Стохастики“». Ефремова защитила «Литературная газета», где появилась ответная статья, начала возрождаться полемика. В ответ «Промышленно-экономическая газета» опубликовала материал четырёх научных работников, авторов со званиями, предъявивших Ефремову идейные обвинения, соответствовавшие статьям Уголовного кодекса: проповедь индивидуализма и идеализма, непонимание законов научного коммунизма, забвение истории родной страны. В материале содержались фразы типа: «Наши дети школьного возраста получат после прочтения её неверное представление об эпохе будущего»; «Ефремов пишет о звездоплавателях, ни полслова не говоря о хозяевах жизни, о тех, кто обеспечивает всеми материальными благами любителей сильных ощущений, носящихся по Вселенной»; «…в других местах есть смутные, глухие упоминания о рабочих, загнанных в подземные глубины, в шахты».
В связи с демагогическими передержками роман вызвал гневный отклик академика В. А. Амбарцумяна, защитившего Ефремова в своей статье, напечатанной с большим редакционным послесловием и завершившей кампанию против Ефремова. В дальнейшем преследовать «Туманность Андромеды» уже не пытались.

## Читательский резонанс
Уже первая журнальная публикация романа имела огромный успех. Только в советское время он выдержал около двадцати переизданий. О романе положительно высказывались такие люди, как академик Валентин Глушко, педагог Василий Сухомлинский, космонавты Юрий Гагарин и Владимир Джанибеков. Аркадий Стругацкий говорил о «Туманности Андромеды», что она «произвела буквально ошеломляющее впечатление и оказала огромное влияние на всю последующую советскую фантастику. Это было первое произведение такого взлёта фантазии, такого полёта духа».
Критик и исследователь фантастики Сергей Переслегин писал:

Символом следующего этапа развития нашего общества навсегда останется «Туманность Андромеды», первая по-настоящему реалистичная книга о коммунизме. Значение этого романа далеко выходит за рамки литературы. Когда-то он был нравственным маяком, источником жизненной программы для целого поколения. «Нравится решительно все, — писал авиаконструктор Олег Антонов, — …ради такого будущего стоит жить и работать».

## Влияние в массовой культуре
- Под влиянием «Туманности Андромеды» братья Стругацкие написали свои классические романы: «Страна багровых туч» и «Полдень, XXII век (Возвращение)», а также серию книг, с ними связанных. Как позже писал Борис Стругацкий: «Да, мы (с АН) очень хорошо понимали, что живём именно в Советском Союзе и именно в „такой момент“; и тем не менее мысль написать утопию — с одной стороны вполне „a la Ефремов“, но, в то же время, как бы и в противопоставление геометрически-холодному, совершенному ефремовскому миру, — мысль эта возникла у нас самым естественным путём»[14].
- Вслед за романом И. А. Ефремова в СССР и странах социалистического содружества появился ряд других утопий. Среди них:
  - Роман «Сильнее времени» А. П. Казанцева;
  - Роман «Мы из Солнечной Системы» Георгия Гуревича;
  - Роман «Гость из бездны» Георгия Мартынова (начат раньше);
  - Трилогия произведений (в двух томах) Сергея Снегова — «Люди как боги»: «Галактическая разведка»; «Вторжение в Персей» (ISBN 5-218-00526-6); «Кольцо обратного времени» (ISBN 5-218-00548-7);
  - «В стране наших внуков» Яна Вейсса (Чехословакия);
  - «Атомный человек» и «Путь Икара» Любена Дилова (Болгария)[15].
- Кир Булычёв дал имя Мвен Мас одному из второстепенных персонажей цикла «Город Верёвкин» (рассказ «Золушка на рынке»).
- В городе Лейпциг (Германия) существует музыкальный проект под названием Erg Noor Архивная копия от 13 ноября 2016 на Wayback Machine (по имени одного из главных героев романа), созданный украинцем Виталием Завойским и исполняющий музыку в стиле atmospheric doom metal.
- Эммануил Менделевич в 1989 году посвятил свою работу «Исторические и социальные взгляды Ивана Ефремова» критике взглядов И. А. Ефремова на развитие общества.
- Сергей Переслегин свою книгу «Возвращение к звёздам: фантастика и эвология», законченную им в 2002 году (см. электронная библиотека ЛИТМИР — www.litmir.me), частично посвятил критике взглядов И. А. Ефремова, отразившихся в романе «Туманность Андромеды», а также в других работах писателя, изобразившего инфантильное общество, заторможенное в развитии.
- Отдельным, своеобразным явлением в череде фантастики, созданной под влиянием творчества И. А. Ефремова, является роман Андрея Козловича «Тёмное пламя», опубликованный в стиле «космического цикла» романов Ивана Ефремова, как продолжение «Туманности Андромеды» и составной части его произведений о будущем (https://bookshake.net/b/temnoe-plamya-andrey-kozlovich; год издания 2011 ISBN 978-5-904919-23-8).
- Алексей Сапига книгу «Пособие для астронавигаторов» посвятил рассмотрению физико-технических вопросов возможности и проблем космического полёта, а также критике повествования о путешествии звездолета «Тантра», описанному в романе И. А. Ефремова «Туманность Андромеды».
- Интернет-проект «37-я Звёздная» творческой группы НКК о работе над созданием мультфильма по мотивам произведений Ефремова «Туманность Андромеды» и «Сердце Змеи».